# Humboldt (Wisconsin)
Humboldt es un pueblo ubicado en el condado de Brown en el estado estadounidense de Wisconsin. En el Censo de 2010 tenía una población de 1.311 habitantes y una densidad poblacional de 21,09 personas por km².

## Geografía
Humboldt se encuentra ubicado en las coordenadas 44°30′7″N 87°49′33″O / 44.50194, -87.82583. Según la Oficina del Censo de los Estados Unidos, Humboldt tiene una superficie total de 62.16 km², de la cual 62.16 km² corresponden a tierra firme y (0%) 0 km² es agua.

## Demografía
Según el censo de 2010, había 1.311 personas residiendo en Humboldt. La densidad de población era de 21,09 hab./km². De los 1.311 habitantes, Humboldt estaba compuesto por el 96.03% blancos, el 0.15% eran afroamericanos, el 0.76% eran amerindios, el 1.37% eran asiáticos, el 0% eran isleños del Pacífico, el 0.84% eran de otras razas y el 0.84% pertenecían a dos o más razas. Del total de la población el 1.91% eran hispanos o latinos de cualquier raza.